# Léo Jabá
Leonardo Rodrigues Lima (São Paulo, 2 augustus 1998) – voetbalnaam Léo Jabá – is een Braziliaans voetballer die doorgaans speelt als vleugelspeler. In januari 2023 tekende hij voor São Bernardo.

## Clubcarrière
Jabá speelde in de jeugdopleiding van Corinthians. Voor die club maakte hij op 21 november 2016 zijn debuut in het eerste elftal, toen in eigen huis met 1–0 gewonnen werd van Internacional. Jabá begon aan de wedstrijd als wisselspeler, maar drie minuten voor het einde van de wedstrijd viel hij in voor Marlone. In de zomer van 2017 maakte de Braziliaan de overstap naar Achmat Grozny, waar hij voor vijf jaar tekende. De Russische club betaalde circa twee miljoen euro voor zijn overgang. De vleugelspeler debuteerde op 16 juli 2017 voor zijn nieuwe club. Hij mocht tegen Amkar Perm in de basis beginnen en opende na negenendertig minuten spelen de score. Bij dit doelpunt zou het uiteindelijk ook blijven.
Jabá verliet Achmat al na één seizoen, toen hij werd overgenomen door PAOK Saloniki, waar hij zijn handtekening zette onder een verbintenis voor opnieuw de duur van vijf seizoenen. Eind maart 2021 keerde hij op eigen verzoek op huurbasis terug naar Brazilie bij het naar de Série B gedegradeerde Vasco da Gama. In januari 2023 vertrok de Braziliaan definitief bij PAOK, toen hij in zijn vaderland tekende voor São Bernardo. Een half jaar later nam Estrela da Amadora hem op huurbasis over.

## Clubstatistieken
| Seizoen | Club                 | Competitie    | Competitie | Competitie | Beker | Beker | Internationaal | Internationaal | Totaal | Totaal |
| Seizoen | Club                 | Competitie    | Wed.       | Dlp.       | Wed.  | Dlp.  | Wed.           | Dlp.           | Wed.   | Dlp.   |
| ------- | -------------------- | ------------- | ---------- | ---------- | ----- | ----- | -------------- | -------------- | ------ | ------ |
| 2016    | Corinthians          | Série A       | 2          | 0          | 0     | 0     | —              | —              | 2      | 0      |
| 2017    | Corinthians          | Série A       | 14         | 1          | 3     | 0     | 0              | 0              | 17     | 1      |
| 2017/18 | Achmat Grozny        | Premjer-Liga  | 24         | 3          | 1     | 0     | —              | —              | 25     | 3      |
| 2018/19 | PAOK Saloniki        | Super League  | 24         | 3          | 7     | 2     | 9              | 2              | 40     | 7      |
| 2019/20 | PAOK Saloniki        | Super League  | 6          | 0          | 0     | 0     | 3              | 0              | 9      | 0      |
| 2020/21 | PAOK Saloniki        | Super League  | 1          | 0          | 0     | 0     | 1              | 0              | 2      | 0      |
| 2021    | → Vasco da Gama      | Série B       | 33         | 3          | 5     | 0     | —              | —              | 38     | 3      |
| 2021/22 | PAOK Saloniki        | Super League  | 12         | 2          | 2     | 0     | 0              | 0              | 14     | 2      |
| 2022/23 | PAOK Saloniki        | Super League  | 0          | 0          | 0     | 0     | 0              | 0              | 0      | 0      |
| 2023    | São Bernardo         | Série C       | 15         | 5          | 0     | 0     | —              | —              | 15     | 5      |
| 2023/24 | → Estrela da Amadora | Primeira Liga | 31         | 5          | 2     | 0     | —              | —              | 33     | 5      |
| Totaal  | Totaal               | Totaal        | 160        | 22         | 20    | 2     | 13             | 2              | 193    | 26     |

Bijgewerkt op 11 december 2024.